# 廣州建業大廈火災

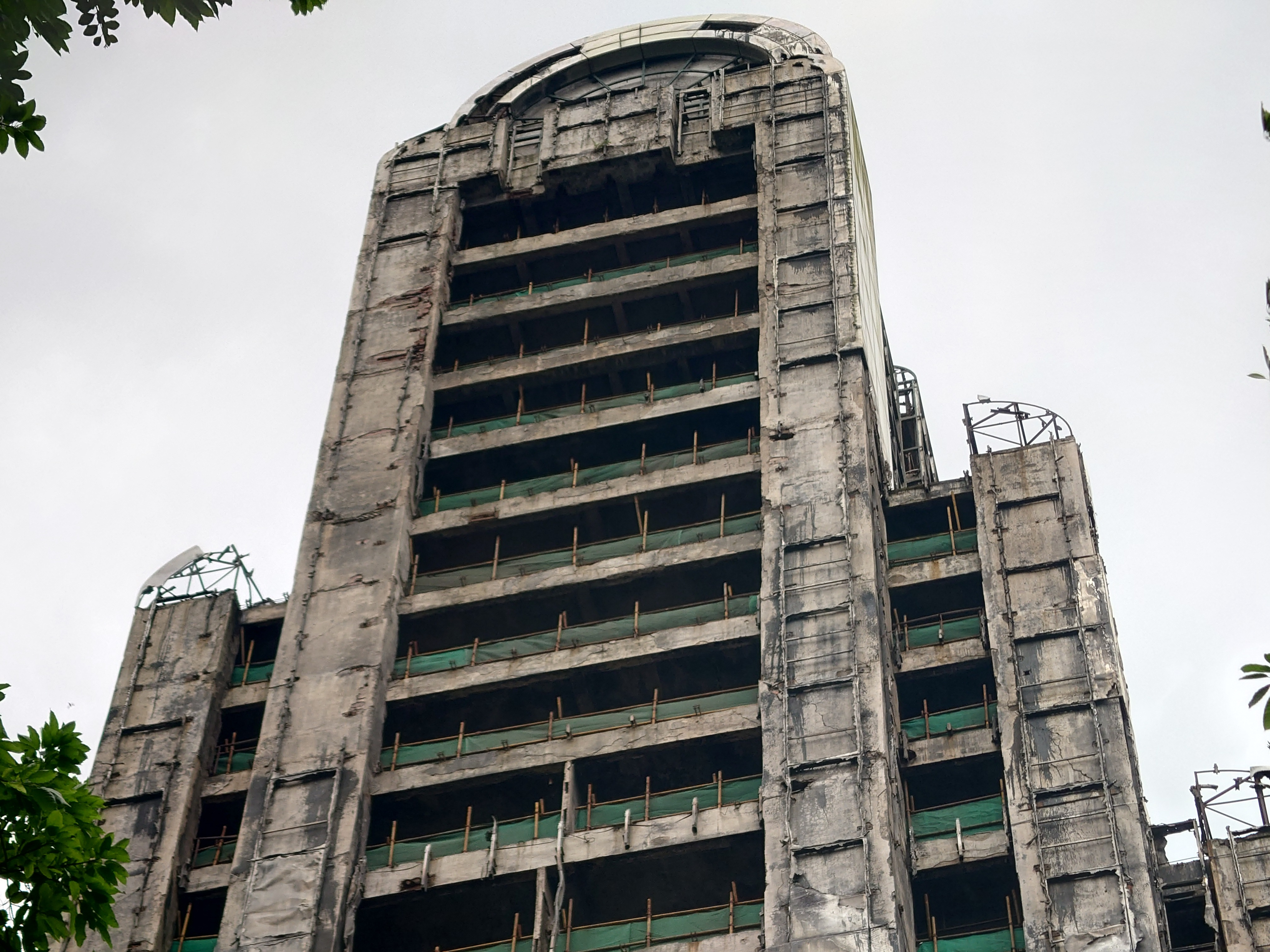
火灾后大楼開裂的外墙

廣州建業大廈火災是一場於2013年12月15日在中華人民共和國廣東省廣州市越秀區建業大廈發生的特大火災。事故由首層總電源線短路引燃了樓道內的可燃物而起，過火面積12500平方米，無人員傷亡。廣州市消防部門共出動了28個中隊、58輛消防車及380名官兵奔赴現場滅火。這次事故官方初步測算造成經濟損失約4000萬人民幣，最終認定經濟損失達4066萬人民幣，但广州温州商会指在建業大廈租用倉庫的32個溫商總損失近8000萬人民幣。

## 大廈概況
建業大廈是位於廣州市的一棟爛尾建築，位於越秀區廣州起義路271-231號。原規劃地下三層为車庫以及設備用房，1至5層為商場，6至25層為寫字楼，總建築面積26044㎡。大厦在1993年投資興建，1995年開始施工和對外銷售，原定1998年交樓，却由於亞洲金融危機，開發商資金斷裂，在1998年主體工程完工後停工。
2000年之后，该楼被用作停车场和仓库对外出租，其中1层被用作停车场，2至25层成为了附近解放路上众多鞋店存放鞋子的仓库。建业大厦整栋楼的外立面已经装上了玻璃墙，但沒有围墙大门，只有一根柱子上有用白色涂料手写的“建业大厦”四个字和门牌号。大楼内部並未装修，很多管线都裸露在外。

## 事故過程

### 15日
2013年12月15日18時37分許，建業大廈首層總電源線短路，引燃了樓道內的可燃物。據逃生者回憶，19時許，保安通知樓內著火，當時3-5層已是明火；另一位逃生者則稱當時1-5層由於電線短路均著火。有逃生者表示，火灾发生在周日，人流较少。
20時20分，大厦18层左右突然冒出一个火球，大厦10楼以上陷入火海，并传出多声爆炸声。部分外墙铁皮被大火烧得在空气中飘扬，残骸掉落地面，多层建筑的玻璃由于受热过度，向地面飞溅。

### 16日
次日0时许，建业大厦火光冲天，三十层的大厦完全陷入火海之中。浓烟从大厦涌出，刺鼻的焦味弥漫在空气中，物品燃烧时脱落的火星从高处坠落。2时许，大火仍在熊熊燃烧。
凌晨5时55分，大厦高层明火已基本熄灭，只有中间部位约三层楼的室内还在燃烧，但火苗已经逐渐减弱。大楼的东侧冒出大量白色烟雾，上空被黑色浓烟包围。
7时许，建业大厦楼体大火已无，但从底部到顶部尚有多处小明火。大量浓烟从燃烧处飘出，遮蔽天空和周边楼房。10时许，大厦内仍有少许火苗，几台高喷消防车仍在对楼层进行喷水作业，楼内飘出大量白烟。有大楼玻璃、建筑材料掉落的噼里啪啦声，周圍地區有大楼燃烧时掉落的各类碎片。14时25分许，三个高喷消防车撤走，建业大厦周围仅有轻薄烟雾飘荡，明火已无，大厦本身基本不再冒烟。大厦在大火熄灭后露出了漆黑的外表和裸露的钢筋。

### 施救
为扑灭此次大火，广州市消防局调动了28个中队、58辆消防车、380名指战员，广东省消防总队派出特勤大队、东莞支队、佛山支队、深圳支队共有8辆云梯车、7辆高喷车增援。由于大厦未完工，内部消防系统无法启动，消防队伍只能首先尝试铺设水带“进攻”内部火场；后因火势加剧，楼内的消防员撤离，救火的主力军改为消防车和周围楼顶架设的消防炮。
15日18时50分，119指挥中心接到报警，随后越秀中队、解放北中队及越秀区大队赶往火场；5分钟后，越秀中队在大南路看见了浓烟，便请求增援。19时55分，在22楼和25楼的3名被困人员被消防员救出。1-5層的火勢在消防車的控制下逐漸變小。20时20分，由于火势加剧，到达现场的消防车增加到15辆，起义路也被封锁。21时10分，封锁区域继续扩大。
16日2时30分，消防部门调来两辆高喷消防车增援，但水柱最多只能去到大厦的10多层，无法解决顶上几层的火情；因大厦大火温度较高，喷向火场的水柱往往未喷到就已被大火蒸发。14时25分许，三个高喷消防车撤走；16时，仍有一辆消防车在向大厦喷水。现场的消防队伍直到18日12时才正式离开。
在救火过程中，尽管自来水公司增加了消防栓的水压，但依然无法应对长时间的救火行动。消防队曾考虑用直升机滅火，但是大厦顶部的玻璃幕墙和各层的楼板会挡住水流，最后未能实施。

### 安置与疏散
大火导致1600名附近居民被疏散。
15日21时10分，在消防员的协助下，位于大厦附近的广东华侨中学提前放学；同时，封锁区域也在继续扩大。22时15分起，大厦附近的居民区开始疏散，居民委员会将居民安置在安置点，例如广州市回民小学，一些没有见到居委会的居民则自行前往别处避难。
16日1时左右，为避免大厦倒塌的危险，附近的派出所开始逐户疏散火场半径100米内的居民。由于回民小学已经饱和，剩下的居民被安置在朝天路小学和陕西省人民政府驻广州办事处。在回民小学内，工作人员对涌入的居民做身份登记，并逐个安排到附近的宾馆内。
虽然火势在16日下午得到控制，但是大厦仍有倒塌的危险；为此，在当天19时，回民小学的居民被转移到朝天路小学内。至20时，工作人员依然在统计疏散点居民的资料。

## 當局調查與問責

### 开始调查
20日下午3时，由广州市公安消防局牵头，监察局和安监局成员组成的事故调查组在火灾现场举行了第一次会议。

### 調查結論

#### 直接原因
越秀區檢察院於2014年1月28日提出公訴，指事故的直接原因是负责安装、检查和维修保养建业大厦电路的电工金某违反技术操作规程，整改安装起火仓库的总电源线路而导致总电源线短路引燃可燃物。
在廣州消防於2014年5月31日公佈的《广州市“12·15”较大火灾事故调查报告》中，事故的直接原因是建业大厦首层总电源线短路引燃可燃物所致。因该大厦消防设施等整体工程未完工、火灾荷载大等原因，导致了火灾蔓延迅速，扑救时间长。

#### 間接原因
廣州消防於2014年5月31日公佈的《广州市“12·15”较大火灾事故调查报告》，指火灾的间接原因是：
- 建业大厦消防安全主体责任不落实，存在违法经营行为；
- 大厦日常消防安全管理不到位，违规安装布设电气设备及线路，火灾隐患长期大量存在；
- 市调处办等部门相关人员在建业大厦复建盘活组织协调工作中存在严重失职行为；
- 越秀区公安分局履行消防监督管理职责不力；
- 越秀区政府、越秀区光塔街道办事处、越秀区工商分局光塔工商所履行属地监管职责不到位；

### 官員處理
2013年12月18日，廣州越秀警方發佈通報，稱黎某等5名建业大厦相关责任人员因涉嫌消防责任事故罪，已被越秀区公安分局依法刑事拘留。
在廣州市人民政府於2014年5月31日对《广州市“12·15”较大火灾事故调查报告》的审定并批复结案，认定这是一起较大消防安全责任事故。调查报告指出，41人对事故负责，其中30人是监管部门工作人员，而最后以“玩忽职守”被逮捕、定罪起诉的有六人，分别是：
- 市司法局调解工作管理处副处长林建树；
- 市城乡建设委员会房地产建设开发处副处长姚志祥；
- 越秀区公安局防火科主任科员陈裕蓉；
- 光塔街派出所所长黄理川；
- 北京街派出所副所长陈运桥；
- 矿泉街派出所民警黄觉锋；

而在法院审理后，仅裁定以受贿罪入刑。在陈运桥一案中，荔湾区人民法院认为，陈履行了检查工作，也作出了一系列处罚，也有及时汇报大厦的情况，且在火灾发生时已卸任，故玩忽职守罪不成立。

## 赔偿
由于建业大厦属于未完工的建筑，大厦内仓库的业主没有领取房产证，加上开发商没有踪影，如何追偿成为了一个问题。越秀区区委书记武延军也表示，商户与业主之间的租赁关系不合法，政府方面不会受理索赔的申请，只能提供法律援助。广州市国土房管局的一位法律顾问表示，业主可以起诉开发商违约，还可以起诉大厦管理公司，追讨管理不善带来的损失。

## 近况

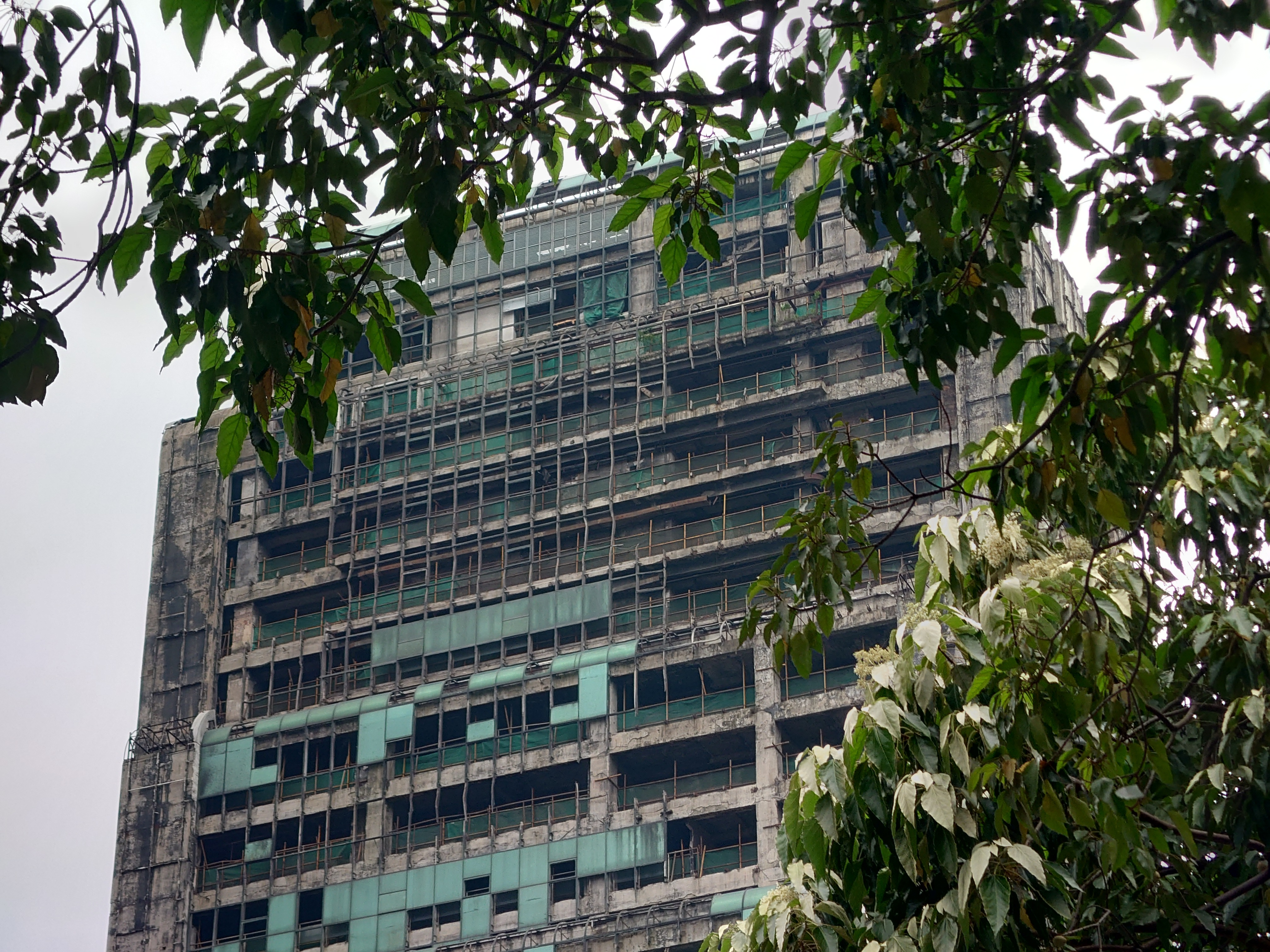
拆除施工棚后露出的大楼本体
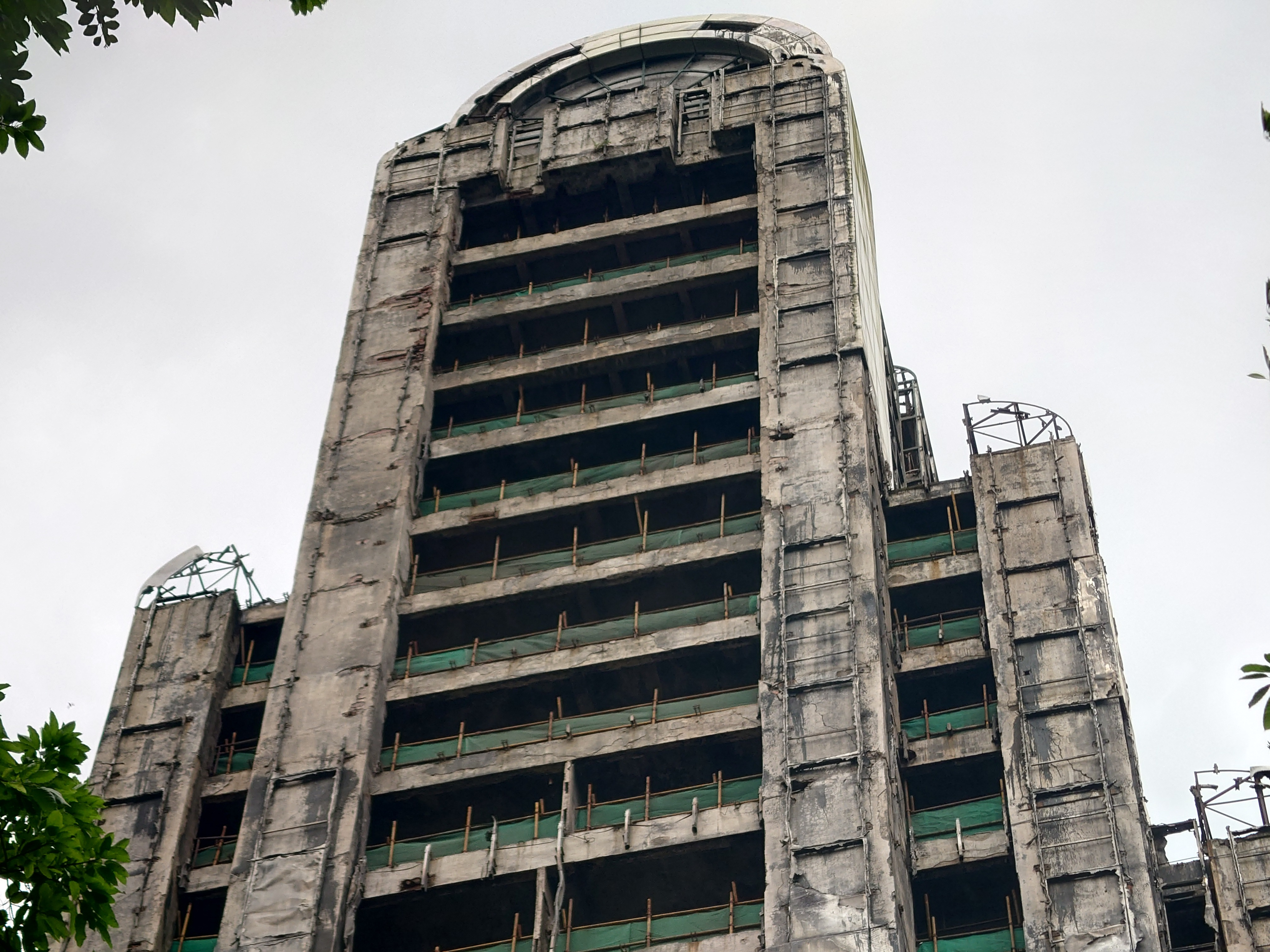
火灾后大楼外墙出现开裂现象
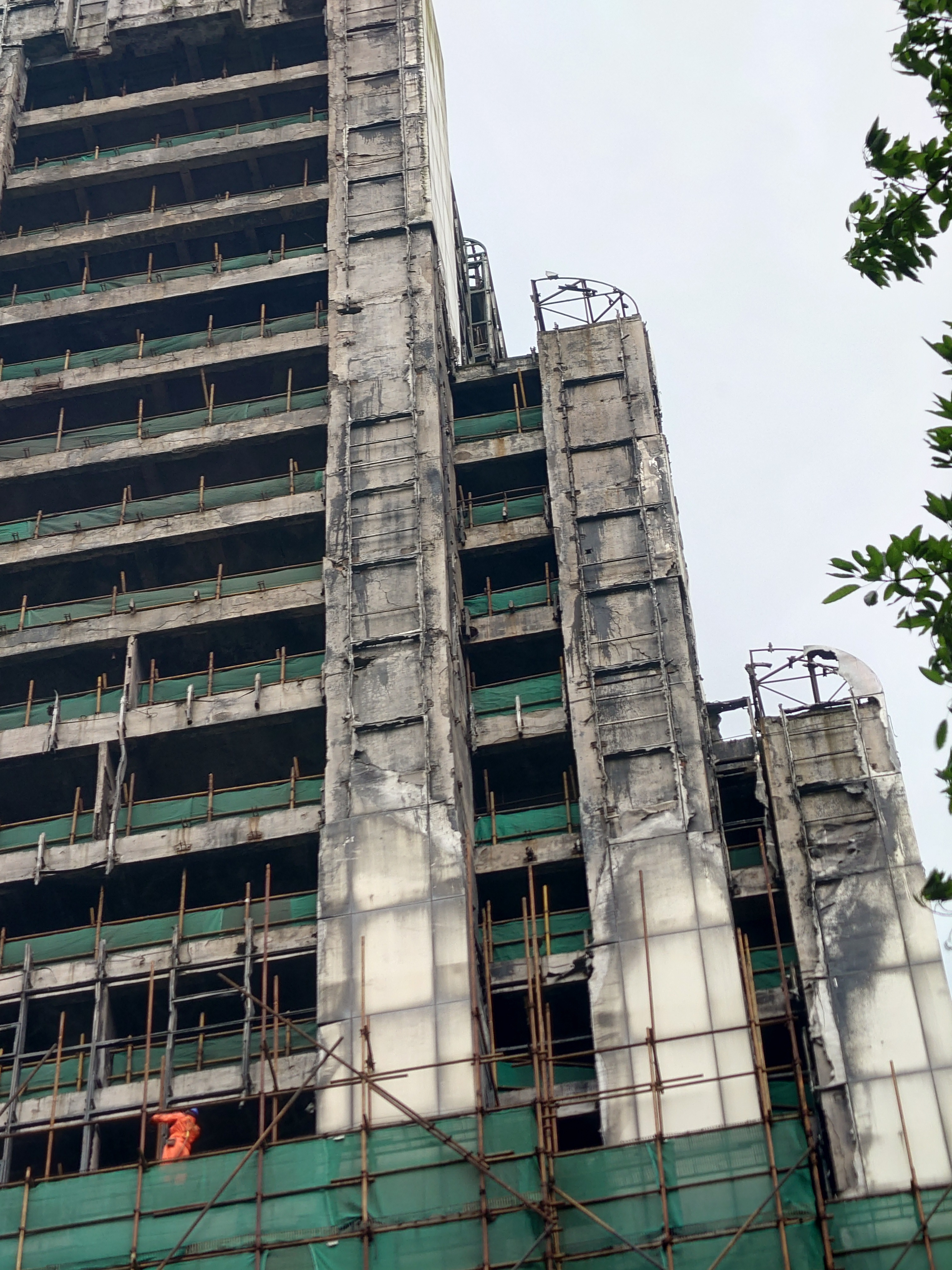
拆除外棚架后可见大楼每层均加装了简易护栏
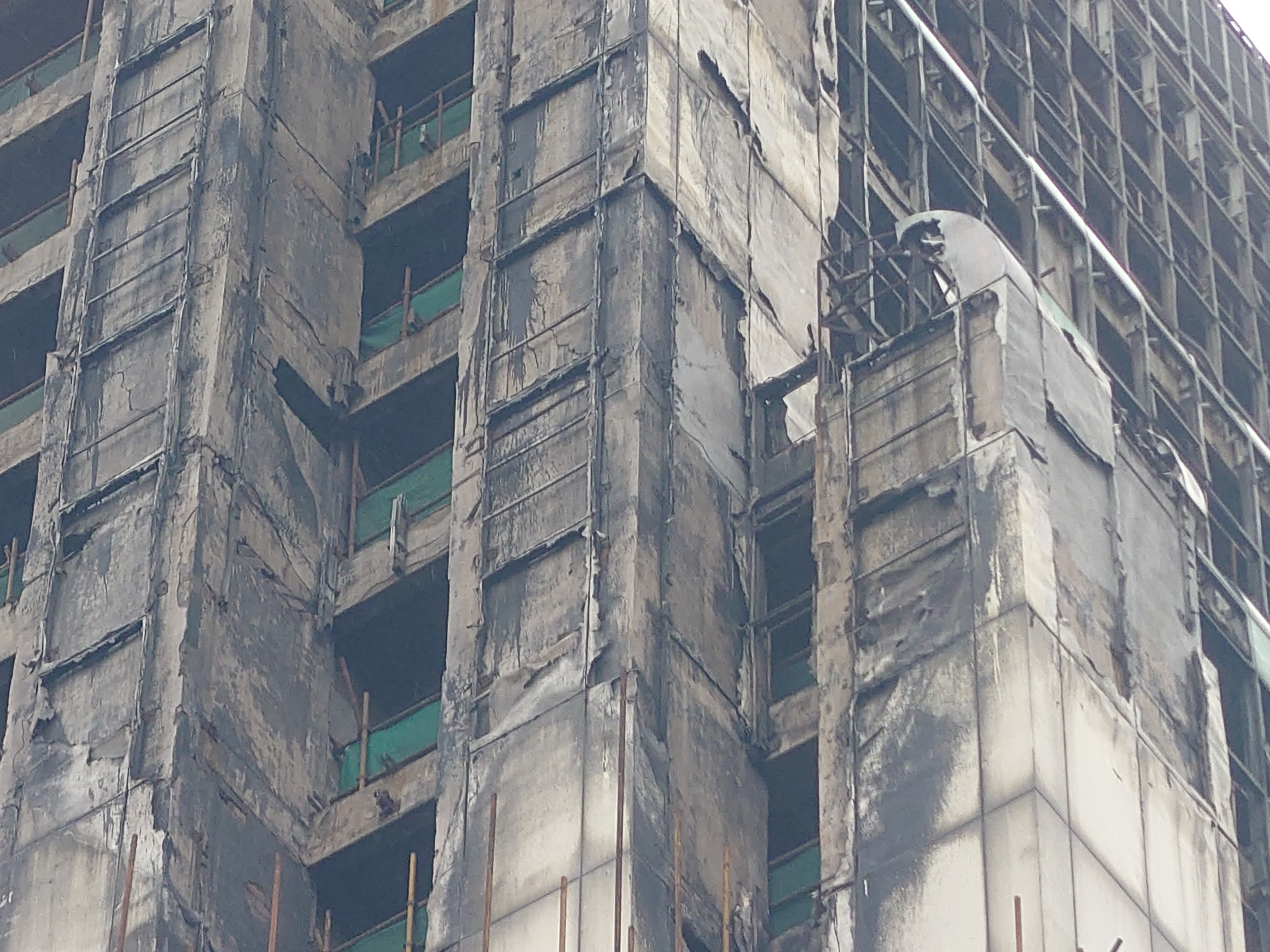
大楼外墙附加结构被焚烧后严重受损

建业大厦火灾后长期被绿色施工棚围蔽。2025年5月6日，广州市规划和自然资源局发布消息称，建业大厦的相关复建方案已通过广州市环艺委审议，原大厦已经开始拆除，即将进入实施阶段。